# Konrátov
Konrátov, někdy také Kondrátov (německy Kainretschlag) je zaniklá ves na území města Vyšší Brod v okrese Český Krumlov.

## Historie
První písemná zmínka o této vesnici pochází z roku 1379. Konrátov patřil pod farnost Horní Dvořiště. V roce 1921 byl Konrátov osadou obce Dolní Drkolná, stálo zde 13 domů a žilo zde 71 obyvatel, z toho 63 Němců. V roce 1930 zde stálo 12 domů a žilo zde 55 obyvatel. V letech 1938 až 1945 byl Konrátov důsledku uzavření Mnichovské dohody přičleněn k nacistickému Německu. Po 2. světové válce Konrátov zanikl.